# Avstrijska svobodnjaška stranka
Avstrijska svobodnjaška stranka (FPÖ) je skrajna desnica in desna populistična avstrijska stranka, zastopana v Državnem svetu, v vseh devetih državnih parlamentih in v številnih lokalnih svetih. Vidi kot predstavnica "tretjega tabora" in  kot naslednica nacionalno liberalnega vrednotnega sistema buržoazno-demokratične revolucije leta 1848. Očitajo ji, da je blizu desničarskemu ekstremizmu.
Kot mali koalicijski partner je bila FPÖ štirikrat zastopana v zvezni vladi (1983–1986, 2000–2003, 2003–2005, 2017–2019). Nazadnje je ob aferi Ibiza kancler Sebastian Kurz maja 2019 prekinil vladno koalicijo in izjavil, da si prizadeva za nove volitve septembra 2019.
V Zgornji Avstriji je na oblasti sorazmerna vlada na osnovi delovnega sporazuma med FPÖ in ÖVP pod vodstvom deželnega glavarja Josefa Pühringerja oz. naslednika Thomasa Stelzerja. V spodnjeavstrijski deželni vladi Mikl-Leitner II, ki prav tako temelji na proporcionalnem sistemu, FPÖ zaseda mesto enega deželnega svetnika.
Po odstopu Norberta Hoferja 1. junija 2021 je bilo mesto predsednika stranke prosto. Uradne posle je začasno opravljal Harald Stefan. 7. junija 2021 je bil Herbert Kickl imenovan za predsednika in 19. junija 2021 izvoljen na izrednem kongresu stranke.